# Melbourne Summer Set 1 2022
Melbourne Summer Set 2022 là một giải quần vợt, một giải ATP Tour 250 và hai giải WTA 250, thi đấu trên mặt sân cứng ở Melbourne, Úc. Giải đấu diễn ra do giải Brisbane International bị hủy, vì đại dịch COVID-19.

## Điểm và tiền thưởng

### Phân phối điểm
| Sự kiện  | VĐ  | CK  | BK  | TK | Vòng 1/16 | Vòng 1/32 | Q  | Q2 | Q1 |
| Đơn nam  | 250 | 150 | 90  | 45 | 20        | 0         | 12 | 6  | 0  |
| Đôi nam* | 250 | 150 | 90  | 45 | 20        | 0         | —  | —  | —  |
| Đơn nữ   | 280 | 180 | 110 | 60 | 30        | 1         | 18 | 12 | 1  |
| Đôi nữ*  | 280 | 180 | 110 | 60 | 1         | —         | —  | —  | —  |

*mỗi đội

### Tiền thưởng
| Sự kiện   | VĐ      | CK      | BK      | TK      | Vòng 1/16 | Vòng 1/32 | Q2     | Q1     |
| Đơn nam   | $87,370 | $48,365 | $27,220 | $15,490 | $8,890    | $5,200    | $2,540 | $1,320 |
| Đôi nam * | $23,370 | $13,210 | $7,630  | $4,320  | $2,540    | $1,520    | —      | —      |
| Đơn nữ    | $29,200 | $16,398 | $10,100 | $5,800  | $3,675    | $2,675    | $1,950 | $1,270 |
| Đôi nữ*   | $10,300 | $6,000  | $3,800  | $2,300  | $1,750    | —         | —      | —      |

## Nội dung đơn ATP

### Hạt giống
| Quốc gia | Tay vợt            | Xếp hạng1 | Hạt giống |
| -------- | ------------------ | --------- | --------- |
| ESP      | Rafael Nadal       | 6         | 1         |
| USA      | Reilly Opelka      | 26        | 2         |
| BUL      | Grigor Dimitrov    | 28        | 3         |
| BEL      | David Goffin       | 39        | 4         |
| FRA      | Benoît Paire       | 46        | 5         |
| BLR      | Ilya Ivashka       | 48        | 6         |
| GER      | Dominik Koepfer    | 54        | 7         |
| USA      | Mackenzie McDonald | 55        | 8         |

- 1 Bảng xếp hạng vào ngày 27 tháng 12 năm 2021

### Vận động viên khác
Đặc cách:
- Nick Kyrgios
- Andy Murray
- Christopher O'Connell

Thay thế:
- Emil Ruusuvuori

Vượt qua vòng loại:
- Ričardas Berankis
- Maxime Cressy
- Rinky Hijikata
- Andreas Seppi

Thua cuộc may mắn:
- Sebastián Báez
- Henri Laaksonen

### Rút lui
Trước giải đấu
- Alexander Bublik → thay thế bởi  Peter Gojowczyk
- Lloyd Harris → thay thế bởi  Alex Molčan
- Ilya Ivashka → thay thế bởi  Sebastián Báez
- Nick Kyrgios → thay thế bởi  Henri Laaksonen
- Kei Nishikori → thay thế bởi  Emil Ruusuvuori

## Nội dung đôi ATP

### Hạt giống
| Quốc gia | Tay vợt              | Quốc gia | Tay vợt              | Xếp hạng1 | Hạt giống |
| -------- | -------------------- | -------- | -------------------- | --------- | --------- |
| NED      | Wesley Koolhof       | GBR      | Neal Skupski         | 41        | 1         |
| RSA      | Raven Klaasen        | JPN      | Ben McLachlan        | 63        | 2         |
| ESA      | Marcelo Arévalo      | NED      | Jean-Julien Rojer    | 69        | 3         |
| KAZ      | Andrey Golubev       | CRO      | Franko Škugor        | 81        | 4         |
| GBR      | Dominic Inglot       | GBR      | Ken Skupski          | 116       | 5         |
| KAZ      | Aleksandr Nedovyesov | PAK      | Aisam-ul-Haq Qureshi | 122       | 6         |
| MON      | Romain Arneodo       | GER      | Andreas Mies         | 129       | 7         |
| AUS      | Matt Reid            | AUS      | Jordan Thompson      | 273       | 8         |

- 1 Bảng xếp hạng vào ngày 27 tháng 12 năm 2021

### Vận động viên khác
Đặc cách: 
- Norbert Gombos /  Alex Molčan
- Marc Polmans /  Alexei Popyrin

Bảo toàn thứ hạng:
- Altuğ Çelikbilek /  Yannick Maden

Thay thế:
- Sebastián Báez /  Tomás Martín Etcheverry
- Facundo Bagnis /  Bernabé Zapata Miralles
- Altuğ Çelikbilek /  Yannick Maden
- Rinky Hijikata /  Christopher O'Connell
- Jozef Kovalík /  Sergiy Stakhovsky
- Jaume Munar /  Rafael Nadal

### Rút lui
Trước giải đấu
- Romain Arneodo /  Benoît Paire → thay thế bởi  Jaume Munar /  Rafael Nadal
- Alexander Bublik /  Mackenzie McDonald → thay thế bởi  Mackenzie McDonald /  Reilly Opelka
- Marco Cecchinato /  Andreas Seppi → thay thế bởi  Altuğ Çelikbilek /  Yannick Maden
- Marcus Daniell /  Marcelo Demoliner → thay thế bởi  Marcus Daniell /  Denis Kudla
- Lloyd Harris /  Alexei Popyrin → thay thế bởi  Rinky Hijikata /  Christopher O'Connell
- Ilya Ivashka /  Andrei Vasilevski → thay thế bởi  Jozef Kovalík /  Sergiy Stakhovsky
- Fabrice Martin /  Andreas Mies → thay thế bởi  Romain Arneodo /  Andreas Mies
- Adrian Mannarino /  Hugo Nys → thay thế bởi  Facundo Bagnis /  Bernabé Zapata Miralles
- Denys Molchanov /  David Vega Hernández → thay thế bởi  Ričardas Berankis /  Denys Molchanov
- Marc Polmans /  Alexei Popyrin → thay thế bởi  Sebastián Báez /  Tomás Martín Etcheverry

## Nội dung đơn WTA

### Hạt giống
| Quốc gia | Tay vợt              | Xếp hạng1 | Hạt giống |
| -------- | -------------------- | --------- | --------- |
| JPN      | Naomi Osaka          | 13        | 1         |
| ROU      | Simona Halep         | 20        | 2         |
| RUS      | Veronika Kudermetova | 31        | 3         |
| ITA      | Camila Giorgi        | 33        | 4         |
| RUS      | Liudmila Samsonova   | 38        | 5         |
| SUI      | Viktorija Golubic    | 43        | 6         |
| CZE      | Tereza Martincová    | 48        | 7         |
| CZE      | Kateřina Siniaková   | 49        | 8         |
| USA      | Alison Riske         | 51        | 9         |

- 1 Bảng xếp hạng vào ngày 27 tháng 12 năm 2021

### Vận động viên khác
Đặc cách:
- Seone Mendez
- Lizette Cabrera
- Arina Rodionova

Thay thế:
- Lauren Davis

Vượt qua vòng loại:
- Destanee Aiava
- Anna Bondár
- Nao Hibino
- Viktória Kužmová
- Lesley Pattinama Kerkhove
- Zheng Qinwen

Thua cuộc may mắn:
- Mai Hontama

### Rút lui
Trước giải đấu
- Camila Giorgi → thay thế bởi  Lauren Davis
- Camila Osorio → thay thế bởi  Mai Hontama
- Emma Raducanu → thay thế bởi  Elena-Gabriela Ruse
- Jil Teichmann → thay thế bởi  Maryna Zanevska

## Nội dung đôi WTA

### Hạt giống
| Quốc gia | Tay vợt              | Quốc gia | Tay vợt            | Xếp hạng1 | Hạt giống |
| -------- | -------------------- | -------- | ------------------ | --------- | --------- |
| RUS      | Veronika Kudermetova | BEL      | Elise Mertens      | 18        | 1         |
| USA      | Asia Muhammad        | USA      | Jessica Pegula     | 95        | 2         |
| SVK      | Viktória Kužmová     | RUS      | Vera Zvonareva     | 102       | 3         |
| BEL      | Greet Minnen         | AUS      | Ellen Perez        | 119       | 4         |
| JPN      | Miyu Kato            | USA      | Sabrina Santamaria | 138       | 5         |

- 1 Bảng xếp hạng vào ngày 27 tháng 12 năm 2021

### Vận động viên khác
Đặc cách: 
- Destanee Aiava /  Lizette Cabrera
- Gabriella Da Silva-Fick /  Olivia Tjandramulia

Thay thế: 
- Desirae Krawczyk /  Christina McHale
- Aliaksandra Sasnovich /  Anastasija Sevastova

### Rút lui
Trước giải đấu
- Veronika Kudermetova /  Elise Mertens → thay thế bởi  Desirae Krawczyk /  Christina McHale
- Elixane Lechemia /  Ingrid Neel → thay thế bởi  Vivian Heisen /  Ingrid Neel
- Wang Xinyu /  Zheng Saisai → thay thế bởi  Aliaksandra Sasnovich /  Anastasija Sevastova

## Nhà vô địch

### Đơn nam
- Rafael Nadal đánh bại  Maxime Cressy 7–6(8–6), 6–3

### Đơn nữ
- Simona Halep đánh bại  Veronika Kudermetova 6–2, 6–3

### Đôi nam
- Wesley Koolhof /  Neal Skupski đánh bại  Aleksandr Nedovyesov /  Aisam-ul-Haq Qureshi 6–4, 6–4

### Đôi nữ
- Asia Muhammad /  Jessica Pegula đánh bại  Sara Errani /  Jasmine Paolini 6–3, 6–1